# スタンリー・クワン
スタンリー・クワン（關錦鵬、Stanley Kwan、1957年10月9日 - ）は、香港の映画監督、映画プロデューサーである。

## 作品

### 監督
- 女人心（1985年）
- 地下情 追いつめられた殺意 地下情（1986年）
- ルージュ 胭脂扣（1987年）
- フルムーン・イン・ニューヨーク 人在纽约（1989年）
- ロアン・リンユィ 阮玲玉 阮玲玉（1991年）
- 第1回欽ちゃんのシネマジャック「女とおんな」 兩個女人（1993年）＊短編
- 赤い薔薇 白い薔薇 红玫瑰白玫瑰（1994年）
- 男生女相 男生女相：华语电影之性别（1996年）＊ドキュメンタリー
- ホールド・ユー・タイト 愈快乐愈堕落（1998年）
- 私の香港 念ハオ如昔 念你如昔（1998年）＊ドキュメンタリー
- 異邦人たち 有时跳舞（2000年）
- 藍宇 〜情熱の嵐〜 蓝宇（2001年）
- 画魂 愛の旅路 画魂（2003年）＊テレビドラマ
- 長恨歌 长恨歌（2005年）
- 上河図（2011年）＊短編
- 放浪记（2014年）

### 製作
- スウィート・シンフォニー 飛一般愛情小説（1997年）
- 天上の恋歌 天上人间（1999年）
- 妖夜回廊（2003年）
- 恋の風景 恋之风景（2003年）
- 愛さずにいられない 做頭（2005年）
- ミャオミャオ 渺渺（2008年）
- 7日間の恋人 影子爱人（2012年）
- So Young〜過ぎ去りし青春に捧ぐ〜 致我们终将逝去的青春（2013年）
- シチリアの恋 谎言西西里（2016年）
- 離れていても（原題：但願人長久 ／ 2023年） ※日本では東京国際映画祭にて2023年10月23日上映

### 出演
- 小津と語る Talking With OZU（1993年）